# Calostilbe striispora
Calostilbe striispora är en svampart som först beskrevs av Ellis & Everh., och fick sitt nu gällande namn av Seaver 1928. Calostilbe striispora ingår i släktet Calostilbe och familjen Nectriaceae.   Inga underarter finns listade i Catalogue of Life.